# Columna de Santa Ana

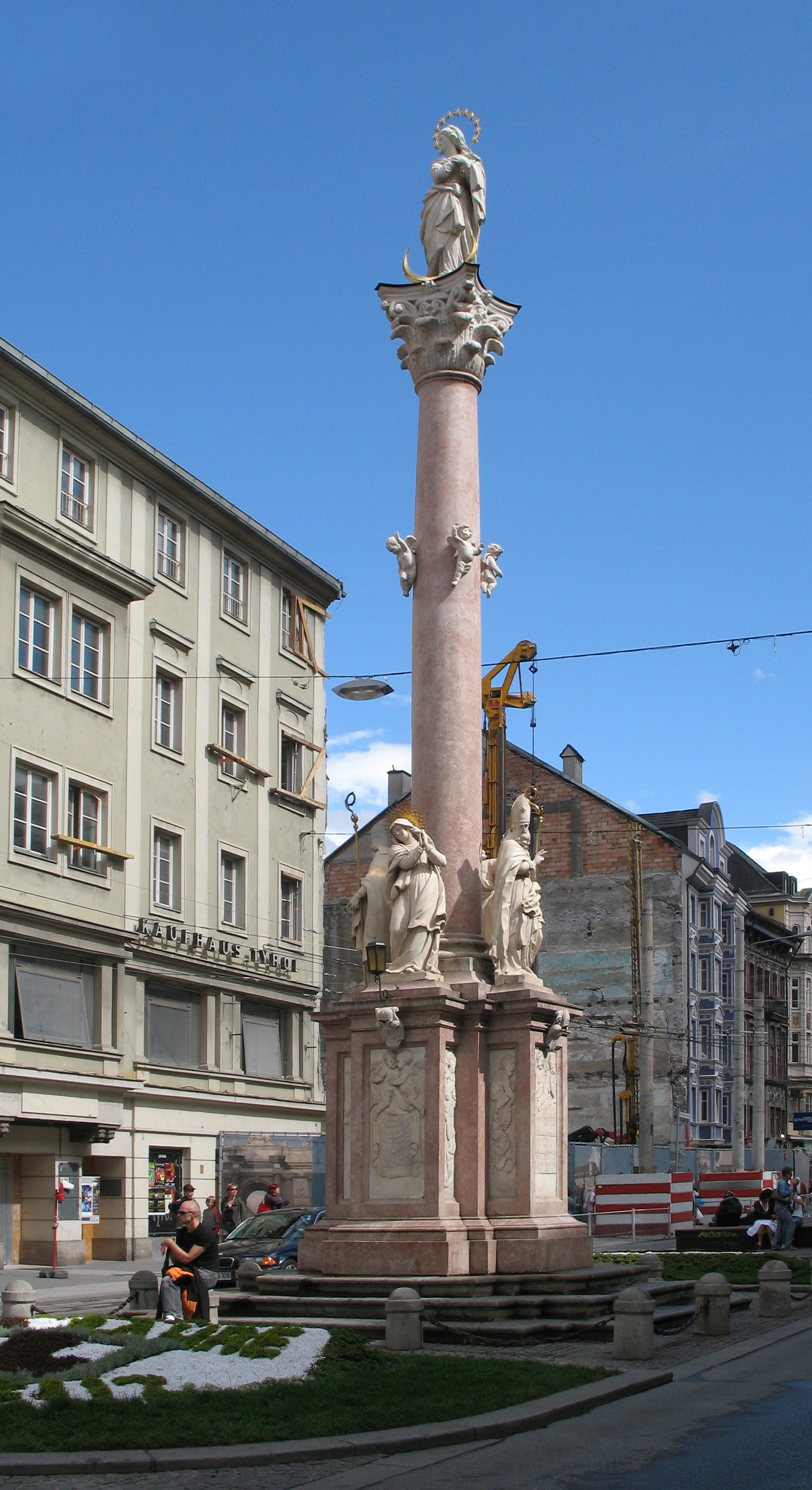
Columna de Santa Ana

La Columna de Santa Ana (en alemán: Annasäule) se encuentra en el centro de la ciudad austríaca de Innsbruck, en Maria-Theresien-Straße.
Recibió su nombre cuando, en 1703, las últimas tropas bávaras fueron expulsadas del Tirol el día de Santa Ana (26 de julio), como parte de la Guerra de sucesión española. En 1704, en agradecimiento, el gobierno local se comprometió a construir un monumento para conmemorar el evento.
La columna fue realizada por el escultor Cristoforo Benedetti en mármol rojo de Kramsach. En la base hay 4 estatuas de santos:
- Al norte, Santa Ana, la madre de la Virgen María
- Al oeste, Casiano, patrón de la diócesis de Bozen-Brixen
- Al este, Vigilio, patrón de la arquidiócesis de Trento
- Al sur, San Jorge, santo patrono del Tirol[1]

Elevándose sobre estas cuatro estatuas se encuentra la columna con su estatua de la Virgen María, elevándose a 42 metros sobre la calle.
La columna fue consagrada el 26 de julio de 1706 por el Príncipe-obispo Kaspar Ignaz, Conde de Künigl. Ha sido restaurada varias veces a lo largo de los siglos.